# Руби Сандеј
Руби Сандеј (енгл. Ruby Sunday) је измишљени лик у британској научнофантастичној телевизијској серији Доктор Ху, који је осмислио Расел Т. Дејвис, а коју је глумила Мили Гибсон. У четрнаестом серијалу, почевши од божићног специјала, Руби је била сапутница Петнаестог Доктора (Шути Гатва), инкарнације ванземаљског путника кроз време познатог као Доктор.

## Појављивања

### Телевизија
Руби Сандеј се први пут појавила у божићном специјалу из 2023. године, „Црква на Руби роуду”. Епизода приказује Руби као бебу 2004. године коју је њена мајка напустила на прагу цркве на Руби роуду. Бригу над Руби преузима Карла Сандеј, али како полиција није успела да пронађе њене родитеље, она је усваја. Иако је тражила помоћ од Давине Макол да пронађе своје родитеље, ова не успева да пронађе ништа. Убрзо након тога, гоблини долазе у Рубин дом и отимају друго дете о коме се бринула Карла, а Руби се удружује са Петнаестим Доктором како би га спасила. Гоблини се враћају у прошлост да би отели бебу Руби, што доводи до тога да се Доктор врати у прошлост да их заустави и спасе је. Руби се потом придружује Доктору на његовим путовањима.
Руби потом креће у авантуре са Доктором у епизодама „Свемирске бебе”, где помаже Доктору да реши мистерију створења познатог као „Бабарога” на свемирском броду, „Ђавољи акорд”, где помаже да се победи бог музике Маестро и „Бум”, где помаже Доктору да безбедно сиђе са мине која прети да га убије. У епизоди „73 јарди”, Доктор нестаје пошто је пореметио вилински круг, остављајући је саму са тајанственом женом која плаши свакога ко дође у додир са њом. Руби проводи много година сама, те на крају осујећујући напоре британског премијера Роџера ап Гвилијама који прети да доведе свет на ивицу нуклеарног рата. Руби на крају умире од старости, у ком тренутку јој се приближава једна фигура. Време се ресетовало када се открило да је управо Руби све време била мистериозна жена, а она овога пута спречава Докторов нестанак. Руби се потом појављује у епизодама „Тачка и мехур” и „Роуг”.
У последњим епизодама 14. серијала, „Легенда о Руби Сандеј” и „Царство смрти”, војна организација UNIT помаже Руби да открије идентитет своје мајке користећи уређај назван Временски прозор који омогућава Руби да се креће унутар реконструисане верзије прошлости. Испрва не успева због интервенције бога смрти Сутека, али се Руби враћа унутра. Сутек се поново меша, пошто је побио цео универзум, али она, Доктор и Мел Буш беже користећи ТАРДИС конструисан од Рубиних сећања. Група се упућује на Земљу будућности како би пронашла податке о Рубиној мајци, јер претпостављају да је то кључ за победу над Сутеком који такође тражи идентитет Рубине мајке. Сутек враћа њих троје у садашњост где Руби помаже Доктору да га победи тако што га везује за ТАРДИС и тера га да преокрене штету коју је нанео кроз време и простор. Руби на крају открива идентитет своје мајке за коју се испоставља да је обична жена по имену Луиза. Њих две се поново спајају, а Руби напушта Доктора како би провела више времена са њом.
Руби се поново појављује у епизоди „Срећан дан”, где је приказан њен живот након што је напустила Доктора. Руби почиње да се забавља са извесним Конрадом Кларком, али Конрад је издаје, откривајући да је део групе која жели да прикаже UNIT као преваранте, а заједно са њима и идеју о ванземаљцима. Руби и UNIT успевају да дискредитују Конрада након што су пустили ванземаљца који лови Конрада, званог Шрик, што га приморава да призна свету да је лагао. Руби је последњи пут видела Доктора пре него што се регенерисао у инкарнацију која подсећа на Роуз Тајлер у епизоди „Рат стварности”.

### Други медији
У јануару 2024. године, стрип повезан са 14. серијалом у којем се Руби Сандеј појављује са Петнаестим Доктором, објављен је у Часопису Доктор Ху број 599.

## Кастинг и развој
Аудиције за сапутницу Петнаестог Доктора одржане су 24. септембра 2022. године. Дана 18. новембра, током емисије специјала „За децу у невољи”, Мили Гибсон је најављена као нова сапутница Руби Сандеј.
У новембру 2023. године, првобитно је објављено да ће Гибсонова остати главна сапутница у 15. серијалу, међутим, у јануару 2024. године објављено је да ће напустити серију, као и да ће је заменити Варада Сету. Ова објава је довела до питања да ли ће Гибсонин мандат имати утицаја на гледаоце. Међутим, у априлу 2024. године објављено је да ће се Гибсонова и Сетуова појављивати истовремено током целог серијала, а Дејвис је изјавио да је Рубин лик замишљен за два серијала. Гибсонова се појавила у четвртој, седмој и осмој епизоди, под називима „Срећан дан”, „Свет жеља” и „Рат стварности”. Ово је касније потврдила и сама Гибсонова кроз интервјуе након емитовања „Срећног дана”.
Гибсонова је изјавила да ће 15. серијал истражити Рубин живот након путовања са Доктором, што је описала као јединствено за серију и „тако лепу и паметну ствар”.

## Пријем
Након што се први пут појавила у серији, Руби Сандеј је позитивно прихваћена од стране критичара. Џордан Кинг из часописа Empire похвалио је динамику њеног лика са Гатвиним Петнаестом Доктором и прокоментарисао да „у Гибсониној глуми има више него довољно тога да укаже много веће дубине које она може да истражи са ликом”. Ед Пауер из новина The Independent поменуо је да је Гибсонову глума учинила „одмах симпатичном”, називајући Руби „дивном новом сапутницом”.